# Munnopsurus mimus
Munnopsurus mimus là một loài chân đều trong họ Munnopsidae. Loài này được Barnard miêu tả khoa học năm 1914.